# Tom Waite
Tom Waite (ur. w Port St. Lucie) – amerykański aktor i kaskader.

## Wybrana filmografia
- 2001-2002: Agentka o stu twarzach –
  - Niemiecki oficer (odcinek 6),
  - Rosyjski śledczy (odcinek 21)
- 2011: Castle – Sam Seigle
- 2011: Chuck – Bill
- 2012: Niesamowity Spider-Man – Nicky
- 2014: Prawdziwa jazda – serbski handlarz broni
- 2014: Tokarev. Zabójca z przeszłości – Rosjanin w dresie
- 2015: Supergirl – pilot